# Erich Bauereisen
Erich Bauereisen (* 18. Februar 1913 in Kiel; † 30. Juni 1985) war ein deutscher Physiologe und Gynäkologe.

## Leben
Bauereisen wurde 1913 als Sohn von Adam Bauereisen geboren. Er studierte Medizin an den Universitäten Heidelberg und München. Am 26. Juli 1937 beantragte er die Aufnahme in die NSDAP und wurde rückwirkend zum 1. Mai desselben Jahres aufgenommen (Mitgliedsnummer 4.820.695). 1938 wurde er in München nach Verteidigung seiner Dissertationsschrift Untersuchungen über den Einfluß des A-Vitamin auf den Glykogenhaushalt der Leber zum Dr. med. promoviert. Anschließend arbeitete er ein Jahr lang am Royal Victoria Hospital der McGill University Montreal unter Wilder Graves Penfield. Danach war er am Physiologischen Institut der Universität München unter Philipp Broemser (1886–1940) und Richard Wagner und wurde dort 1944 habilitiert. Im Anschluss absolvierte er eine klinische Ausbildung in Gynäkologie an der von seinem Vater geleiteten Frauenklinik im Sudenburger Krankenhaus Magdeburg, die er mit der Facharztanerkennung abschloss. 1951 wurde er als Professor mit vollem Lehrauftrag für Physiologie an die Medizinische Fakultät der Universität Leipzig berufen, wo ihm 1952 der Lehrstuhl und die Leitung des Physiologischen Instituts übertragen wurden. Bauereisen wirkte hier maßgeblich bei der Planung eines Neubaus des Instituts in der Liebigstraße mit, der 1955 begonnen wurde und unter seinem Nachfolger Hans Drischel 1961 beendet wurde. 1959 nahm Bauereisen den Ruf an die Universität Würzburg an. Hier leitete er das Physiologische Institut bis zu seiner Emeritierung 1981. Er starb im Alter von 72 Jahren. Sein Neffe ist der Journalist und stellvertretende Chefredakteur des Münchner Merkur Hans Tross (* 1944).
Bauereisen widmete sich wissenschaftlich in erster Linie der Dynamik des Herzens im natürlichen Kreislauf, den Wirkungen der Herznerven und der Regulation des Mesenterial- und Leberkreislaufs.

## Schriften (Auswahl)
- Erich Bauereisen: Untersuchungen über den Einfluß des A-Vitamin auf den Glykogenhaushalt der Leber. Zeitschr experiment Med Bd. 103, H. 1 (1938), Dissertation, Ludwig-Maximilians-Universität München
- Erich Bauereisen, Richard Wagner: Über die Wirkung der galvanischen Längsdurchströmung auf Reflexerregbarkeit und verschiedene Leitungsfunktionen des menschlichen Rückenmarks. Pflüger’s Archiv für die gesamte Physiologie des Menschen und der Tiere  251 (1949), 449–458, doi:10.1007/BF00370102
- Erich Bauereisen (Red.): Physiologie des Kreislaufs – Lehrbuch der Physiologie in Einzeldarstellungen. Springer Verlag, Berlin, Heidelberg, 1971, ISBN 3-540-05426-X
- Erich Bauereisen: Bumm, Ernst. In: Neue Deutsche Biographie (NDB). Band 3, Duncker & Humblot, Berlin 1957, ISBN 3-428-00184-2, S. 16 (Digitalisat).
- Erich Bauereisen: Behring, Emil Adolf von. In: Neue Deutsche Biographie (NDB). Band 2, Duncker & Humblot, Berlin 1955, ISBN 3-428-00183-4, S. 14 f. (Digitalisat).
- Erich Bauereisen: Carl Ludwig As The Founder Of Modern Physiology. Physiologist 4 (1962), 293-9 (Bibliothekslink)